# 하산 살리하미지치
하산 살리하미지치(Hasan Salihamidžić, 1977년 1월 1일, 유고슬라비아, 보스니아 헤르체고비나, 야블로니차 ~)는 보스니아 헤르체고비나의 전 축구 선수, 현 축구 경영인이다. 별명은 '브라쪼(Brazzo)'이다.

## 국가대표팀 경력
살리하미지치와 보스니아 헤르체고비나 대표팀은 예선을 통과하지 못하는 바람에 메이저 대회에 출전하지 못했고, 유로 2004 예선 덴마크와의 경기에서 넣은 한 골을 포함해, 2006년 국가대표팀에서 은퇴하기까지 총 43경기에서 6골을 넣었다.

## 사생활
살리하미지치는 스페인인 부인 에스테르 코파도 (Esther Copado) 와의 사이에 세 아이를 두었다. (Selina, Nick, Lara June) 살리하미지치의 처남인 프란시스코 코파도 (Francisco Copado)는 현재 독일 분데스리가에서 축구 선수로 뛰고 있다.

## 수상 내역

#### 바이에른 뮌헨
- 분데스리가: 1999, 2000, 2001, 2003, 2005, 2006
- DFB 포칼: 2000, 2003, 2005, 2006
- DFB 리가포칼 : 1998, 1999, 2000, 2004
- UEFA 챔피언스리그: 2000-01
- 인터컨티넨탈컵: 2001

#### 개인
- 보스니아 올해의 운동선수 : 2001
- 보스니아 올해의 축구선수 : 2000, 2004, 2005, 2006